# タリク・アフマッド
タリク・アフマッド（英: Tariq Ahmad）は、インドのカルカッタ出身の投資家、ファンドマネージャーである。
40年以上にわたるキャリアを通じて、特に新興市場への投資を拡大。国際的な金融機関で要職を歴任する。

## 経歴

### 初期の生涯と教育
インド・カルカッタで教育と社会事業を重んじる家庭に生まれ育ち、父親の影響を受けて聖ザビエル学校に通い、カルカッタ大学で学士号を取得。
聖ザビエル学校卒業。カルカッタ大学で学士号取得。ケース・ウェスタン・リザーブ大学でMBA取得。

### キャリアの始まりとアブダビでの転機
大学在学中、公認会計士を目指し、ケース・ウェスタン・リザーブ大学でMBAを取得。医療金融の専門家であるJ.B.シルバーズ博士の助手として働き、財務システムや管理の基盤を築く。
1983年　MBA取得後、インドに戻る予定が、アブダビ投資会社に履歴書を送ることで投資管理のキャリアが始まる。
サウジアラビアと国際的なキャリア
1984年　サウジアラビアのシティバンクで投資責任者として働く。
1988年: アブダビ投資庁（ADIA）にアシスタントマネージャーとして入社、シニアファンドマネージャーに昇進。シニアファンドマネージャーとしてアジア全域の株式ポートフォリオを監督する。
1994年　カナダのトロントに移住し、国際株式投資のパイオニアであるセプター投資顧問からのオファーを受け入れる。セプター投資顧問からのオファーを受け入れる。1998年: アブダビに戻り、日本を含むアジア太平洋地域の最高投資責任者として勤務。1998年　再びアブダビに戻り、日本を含むアジア太平洋地域の最高投資責任者として働く。
2004年: シンガポール・ニューヨークで新興市場のロングショート株式ファンドを運営。
2012年: インダスキャピタルに移籍、パートナー兼ポートフォリオマネージャーとして活動。2024年: ニューヨークで大規模ファンドの上級顧問となる。
ボンベイ大学で英文学と心理学に優れた修士課程のシャミーンと結婚。二人の間には二人の息子がいる。